# Donai
Donai ist eine Gemeinde (Freguesia) im portugiesischen Kreis Bragança. In ihr leben 419 Einwohner (Stand 19. April 2021).
300 m westlich des Ortes liegt die Mamoa von Donai, auch Tumbeirinho genannt.